# Аполипопротеин E
Аполипопротеин E (АпоЕ, англ. apolipoprotein E, APOE) — белок, участвующий в метаболизме липидов в организме. Он вовлечён в развитие болезни Альцгеймера и сердечно-сосудистых заболеваний. Основной функцией ApoE является транспортировка липидов между различными клетками и тканями организма. 
ApoE принадлежит к семейству аполипопротеинов - белков, специфически связывающихся с соответствующими липидами. Он является лигандом для нескольких типов рецепторов, в том числе для рецептора липопротеинов низкой плотности (ЛПНП-рецептор), который необходим для нормального катаболизма липопротеинов богатых триглицеридами.
Существуют три основные изоформы белка — ɛ2, ɛ3 и ɛ4, встречающиеся в популяциях с частотами 6.4, 78.3 и 14.5%, соответственно. Изоформа ɛ4 является важнейшим генетическим фактором риска болезни Альцгеймера, в то время как ɛ2 изоформа защищает от данного заболевания.

## Ген
Ген апоЕ человека локализуется в хромосоме 19 и находится в кластере с другими аполипопротеинами апоС1 и апоС2. Ген состоит из 4 экзонов, 3 интронов, 3597 пар нуклеотидов. Ген характеризуется высоким уровнем полиморфизмов.

## Структура
Гликопротеин ApoE состоит из 299 аминокислотных остатков с молекулярной массой ~34кДа. Он включает два домена, соединённых шарнирной областью. N-концевой домен (1-167 а.о.) представляет собой 4 альфа спирали с областью, насыщенной положительно заряженными а.о. – Arg и Lys (135-150), которая и формирует область связывания ЛПНП-рецептора (заряженные боковые цепи обращены наружу). C-концевой домен (206-299 а.о.) включает 3 альфа-спирали, образующие большую гидрофобную поверхность, которая взаимодействует с таковой в N-концевом домене через водородные связи и солевые мостики. В C-концевой домен также входит участок связывания липидов (244–272 а.о).
Три существующих изоформы: ɛ2, ɛ3 и ɛ4 – отличаются всего по двум позициям: 112 и 158. У ApoE2 в обеих позициях находится Cys; АpoE3 также содержит Cys в 112 позиции, а на 158 – Arg. У ApoE4 Arg располагается и в 112, и 158 позициях.
Такие изменения в аминокислотной последовательности изоформ ведут к различию в устойчивости белков и их взаимодействий: при замене Cys112 на Arg112 в ApoE4, белок теряет ионную связь между Glu109 и Arg61. Освободившийся Arg61 взаимодействует с Glu255, формируя дополнительную связь между доменами, что снижает способность ApoE4 связывать липиды. В изоформах ApoE3 и ApoE4 между остатками Arg158 и Asp154 сформирован солевой мостик, который утрачен в ApoE2, с Cys в позиции 158. У ApoE2 солевой мостик образуется между Asp154 и Arg150, отодвигая Arg150 от связывающей ЛПНП-рецептор области. Это сказывается на его связывающей способности.
Таким образом, в зависимости от аминокислотных взаимодействий меняется стабильность белка. ApoE4 является наименее стабильной изоформой, затем следует ApoE3, а АpoE2 является наиболее стабильным.

## Функции
В периферических тканях ApoE в основном продуцируется гепатоцитами и макрофагами. ApoE транспортирует липиды, жирорастворимые липиды и холестерол через лимфатическую систему в кровь, обеспечивая метаболизм холестерина. В крови ApoE определяет поглощение остатков хиломикронов и остатков ЛПОНП печенью.
В центральной нервной системе (ЦНС) ApoE является внеклеточным белком и главным образом синтезируется астроцитами. Два пула ApoE (в периферических тканях и ЦНС) совершенно независимы друг от друга, так как ApoE не способен преодолеть барьер между кровью и церебро-спинальной жидкостью. В ЦНС он участвует в транспорте холестерина и других липидов к нейронам, участвуя в их перераспределении и обеспечивая поглощение клетками.  Нейроны, в свою очередь, преимущественно экспрессируют рецепторы к ApoE.  ApoE осуществляет доставку холестерина к месту миелинизации, что обусловливает его необходимость для поддержания миелиновой и нейрональной мембран как в центральной, так и в периферической нервной системе. 
В мозге ApoE способствует очистке от амилоида β (Aβ) и передаче сигналов нейронами. ApoE, как и ApoJ, взаимодействует с липидным дебрисом в мозге и необходим для удаления мембран, дегенерирующих после повреждений. APOE накапливает липиды, выходящие из клетки при помощи транспортерного белка ABCA1. Удаление гена ABCA1 снижает уровень ApoE и увеличивает отложение Aβ в мозге. 

## Роль в болезни Альцгеймера
Изоформы ApoE отличаются по способности стимулировать отток холестерина из клеток. ApoE2 обладает наибольшей эффективностью, а ApoE4 - наименьшей. Этот процесс - первый этап в создании ApoE-липидных комплексов. Изоформа ApoE4 формирует мелкие комплексы, а, ApoE2, напротив, ассоциирован с более крупными комплексами. Причём самые большие комплексы ApoE наблюдаются у людей с генотипом ɛ2/3; самые мелкие - у генотипа ɛ4/4. Таким образом, ApoE4 способствует меньшему оттоку холестерина, чем алипопротеины ApoE3 и ApoE2.
Доставка липидов в клетки происходит при эндоцитоз ApoE через  ЛПНП-рецепторы; Это способствует росту нейритов, прорастанию нейронов и образованию синапсов. Эти процессы включают клиренс в нейронах и глии. Потребность в очищении мозга от липидов возрастает с возрастом, поскольку увеличивается количество повреждений мембран и потери нейронов. Эффекты сниженной липидной активности ApoE4 могут привести к ухудшению защиты и восстановления нейронов. Повреждение нейронов постепенно увеличивает уровень ApoE в мозге, приводя к повышению уровня холестерина. Вследствие высоких концентраций холестерина в крови, в тканях мозга начинает быстро накапливаться бета-амилоид. Он составляет основу старческих бляшек и нейрофибриллярных клубков альцгеймеровского типа - главных патоморфологических элементов болезни Альцгеймера, сенильной деменции и ряда других лобно-височных дегенераций.
Эти наблюдения позволяют предположить, что ApoE4, скорее всего, увеличивает риск AD, инициируя и ускоряя накопление, агрегацию и отложение Aβ в мозге.
ApoE2 ассоциируется с более медленным снижением когнитивных функций по сравнению с ApoE3 и ApoE4, что свидетельствует о нейропротекторном эффекте ApoE2 при болезни Альцгеймера.

## Связь с продолжительностью жизни
ApoE является единственным геном человека, который отвечает трём критериям генов, влияющих на смертность на уровне популяции.
Во-первых, замены, дифференцирующие аллели, ассоциированы со значительным различиями риска двух распространённых причин смертности в популяциях европейского происхождения: ишемической болезни и болезни Альцгеймера. Во-вторых, все три аллеля относительно распространены. В большинстве популяций, примерно, 50% населения имеют две копии аллеля ɛ3 (генотип ɛ3/3), и 20% в среднем имеют хотя бы одну копию аллеля ɛ4(ɛ2/4, ɛ3/4 или ɛ4/4). Аллель ɛ2, по-видимому, отсутствует в некоторых популяциях, живущих в арктических регионах, но в большинстве популяций представлен на 5% (ɛ2/2, ɛ2/3 или ɛ2/4).  В-третьих, частота аллеля ɛ4 существенно варьирует в разных популяциях.
По статистике, у людей, доживающих до 80-100 лет, а так же долгожителей, частота встречаемости аллеля ɛ4 ниже, чем у средних и младших возрастных.  При этом они также имеют большую вероятность аллеля ɛ2. В популяциях европейского происхождения сообщается о повышенном риске смертности людей с генотипом ɛ3/4 по сравнению с генотипом ɛ3/3, а генотип ɛ2/3, напротив, связан со слегка сниженным риском.
В данном контексте ApoE2 рассматривается как предполагаемый «защитный фактор», тогда как ApoE4 является «хрупким» аллелем, связанным с более высоким уровнем холестерина и повышенным риском метаболических и нейродегенеративных заболеваний.
Это даёт обоснование тому, что долгоживущие индивидуумы демонстрируют более низкие частоты аллеля ɛ4 по сравнению с более молодыми. Тем не менее, вариант ɛ4 обнаруживается с более высокой частотой, чем можно было ожидать (6-37%) в различных популяциях, распространённых по всему миру.
Возможным объяснением аномально высокой частоты этого вредного аллеля является теория «Антагонистической плейотропии». По-видимому, аллель ɛ4 обладает преимуществом в репродуктивности и выживаемости в молодом возрасте за счёт его связи с усиленной фертильностью у женщин и улучшенными когнитивными способностями у обоих полов.  В старшем возрасте ,однако, они связаны с повышенным риском заболеваний, связанных со старением.
Однако систематического исследования роли ApoE в объяснении различий смертности в разных странах не проводилось.